# Elaine Paige
Elaine Paige, narozena jako Elaine Jill Bickerstaff (* 5. března 1948) je britská zpěvačka a herečka. Úspěch v hudebním světě získala především díky dlouhé řadě muzikálových rolí. Zpívala např. v muzikálech Vlasy a Pomáda a v několika muzikálech Andrew Lloyd-Webbera – Evita (Eva Peron), Cats (Grizabella) nebo Sunset Boulevard (Norma Desmond).
Za svá vystoupení v divadelních rolích získala Paige řadu ocenění, bývá nazývána první dámou britského muzikálového divadla. Vydala 22 sólových alb. Od roku 2004 má vlastní rozhlasovou show nazvanou Elaine Paige on Sunday.

## Osobní život
Elaine nebyla nikdy vdaná a nemá děti. V 80. letech byl jejím partnerem po 11 let britský textař Tim Rice.